# Cactus Hill
Cactus Hill è un sito archeologico nel sud-est della Virginia, negli Stati Uniti d'America. Il sito, sulle dune di sabbia al di sopra del fiume Nottoway, circa 45 miglia a sud di Richmond, è di proprietà della International Paper Corporation.
Il sito presenta più livelli che rivelano vari stati di occupazione umana primordiale del Nord America.
Il materiale ritrovato nei livelli superiori, è relativo allo stadio arcaico è alla base di strumenti di pietra scanalati associati alla cultura Clovis, e datati a 10920 anni fa. 
Nei livelli inferiori invece sono stati sorprendentemente trovati manufatti pre-Clovis, compresi strumenti litici bifacciali con date comprese fra 17000 a 15000 anni fa
Un ritrovamento tuttora contestato consiste in un presunto focolare contenente carbone di legna di pino bianco, ove la datazione al radiocarbonio ha rivelato un'età risalente a 15070 anni fa. 
Ulteriori campioni di carbone sono stati ritrovati, datati addirittura 19700 anni fa, anche se questi depositi possono essere stati prodotti da incendi boschivi.
Cactus Hill è forse il più antico sito archeologico del Nord America.